# Agama bottegi
Espèce
Agama bottegi est une espèce de sauriens de la famille des Agamidae.

## Répartition
Cette espèce est endémique de Somalie. 

## Étymologie
Cette espèce est nommée en l'honneur de Vittorio Bottego.

## Publication originale
- Boulenger, 1898 "1897" : Concluding report on the late Capt. Bottego’s collection of reptiles and batrachians from Somaliland and British East Africa. Annali del Museo Civico di Storia Naturale di Genova, sér. 2, vol. 18, p. 715-723 (texte intégral).